# Ingeborga Dapkunaite
Ingeborga Dapkunaite (Lituânia, 20 de janeiro de 1963) é uma atriz Lituana, que interpreta principalmente em filmes da Russia.

## Biografia

### Juventude
Ingeborga Dapkunaite nasceu em Vilnius, Lituânia. Seu pai era um diplomata e sua mãe um meteorologista. Durante muitos anos, seus pais trabalhavam em Moscou, e viu-os apenas em feriados. Ela foi criada por seus avós e um tio e tia, músicos de uma orquestra de teatro, durante as longas ausências de seus pais.
Aos quatro anos, ela apareceu pela primeira vez no palco da ópera de Puccini Madame Butterfly, assistido por sua avó, o administrador do teatro de ópera Vilnius. Depois de sua estréia ópera, que a princípio parecia ter pouco interesse pelas artes dramáticas, dança, canto, ou música. Para sua infância e juventude, parecia que ela poderia seguir uma carreira no esporte, ela figura patinou e jogou basquete, popular na Lituânia. 

### Carreira
Ela teve uma série de pequenos papéis em alguns dos maiores filmes de Hollywood, incluindo Missão Impossível (1996) e Sete Anos no Tibete (1997), o último dos quais apresentado a ela como a esposa de Heinrich Harrer (interpretado por Brad Pitt). Ela é mais conhecida por sua interpretação de Maroussia, a esposa do coronel Sergei Kotov (interpretado por Nikita Mikhalkov) na Academia de Mikhalkov premiado filme Utomlionnie Solntsem (1994). Em 2001, ela era um membro do júri no 23 Moscow International Film Festival.
Ela também retratou o russo Tsaritsa Imperatritsa Aleksandra Feodorovna Romanova no British mini-série 2003 "The Lost Prince", e era mãe de canibal ficcional de Thomas Harris e serial killer, também conhecido por ser de origem lituana, Hannibal Lecter, em Hannibal Rising (2007).
Na televisão, ela foi apresentada como um parceiro de patinação de Alexander Zhulin na Idade do Gelo. Na primeira temporada dos Órgãos série da BBC, ela jogou enfermeira Katya Bredova. Além disso, ela retrata um refugiado bósnio chamado Jasmina Blekic em Prime Suspect 6, co-estrelado por Helen Mirren e em 2012 desempenhou o interesse amoroso de Kenneth Branagh no episódio de TV "Cães de Riga" Wallander. Ela também estrelou em Branded. 

 